# 内蒙古自治区文物保护单位
内蒙古自治区文物保护单位是由内蒙古自治区文物局（内蒙文化局）提出，报内蒙古自治区人民政府（人民委員會）批准备案，正式对外公布并竖立标志的内蒙古自治区级文物保护单位。
内蒙古自治区文物保护单位自1956年公布第一批名单以来，已经公布了5批共561项文物保护单位。
- 第一批内蒙古自治区文物保护单位：1956年6月21日公布，共64處。[3]
- 第一批内蒙古自治区文物保护单位（重新公布）：1964年10月22日重新公布，共24处。[4][5][6]
- 第二批内蒙古自治区文物保护单位：1986年5月10日公布，共33处。[7][8][9]包括：[10]
  - 革命遗址（共3处）
  - 古遗址（共10处）
  - 古代建筑（共14处）
  - 古代岩画（共2处）
  - 古代墓葬（共4处）
- 第三批内蒙古自治区文物保护单位：1996年5月28日公布，共102处。包括：[11]
  - 革命遗址及爱国主义教育纪念地（共12处）
  - 古文化遗址（共32处）
  - 古代及近代建筑（共25处）
  - 古墓葬（共10处）
  - 古代长城（共8处）
  - 古代岩画（共6处）
  - 石窟寺及名木古树（共4处）
  - 古生物化石保护区（共5处）
- 第四批内蒙古自治区文物保护单位：2006年9月4日公布，共236处。包括：[12]
  - 古遗址（共89处）
  - 古墓葬（共32处）
  - 古建筑（共59处）
  - 石窟寺及石刻（共9处）
  - 近现代重要史迹及代表性建筑（共44处）
  - 其他（共3处）
  - a. 2008年8月增补1处
- 第五批内蒙古自治区文物保护单位：2014年9月24日公布，共247处。包括：[2][13]
  - 古遗址（共106处）
  - 古墓葬（共34处）
  - 古建筑（共26处）
  - 石窟寺及石刻（共28处）
  - 近现代重要史迹及代表性建筑（共38处）
  - 长城（共15段）
- 第六批内蒙古自治区文物保护单位：2023年12月27日公布，共87处。[14]

## 列表
此表列举了各市、盟的省级文物保护单位分布情况，后来成为全国重点文物保护单位的文物未包括在内。
索引：呼和浩特市、巴彦淖尔市、乌海市、鄂尔多斯市、包头市、呼和浩特市、乌兰察布市、赤峰市、通辽市、呼伦贝尔市、阿拉善盟、锡林郭勒盟、兴安盟

### 呼和浩特市
- 战国赵北长城（5-6-1，呼和浩特市、乌兰察布市、包头市、巴彦淖尔市）
- 阴山汉代当路塞（5-6-7，呼和浩特市、巴彦淖尔市）
- 汉外长城（5-6-8，呼和浩特市、包头市）

#### 玉泉区
- 乃莫齐召（隆寿寺）（4-165）
- 观音庙（4-166）
- 东岳天齐庙（孤魂庙）（4-167）
- 土默特文庙大成殿（4-168）
- 呼和浩特财神庙（绥蒙抗日救国会旧址）（4-169）
- 巧尔齐召家庙（4-170）
- 弘庆召（4-171）
- 小召（牌楼、大殿及遗址）（4-172）
- 元盛德（4-173）
- 大盛魁（4-174）
- 惠丰轩（4-175）
- 土默特议事厅（4-176）

#### 赛罕区
- 石人湾墓群（4-112）

#### 回民区
- 荣祥故居（4-196）
- 呼和浩特天主教堂（4-209）
- 坝口子戏台（5-3-2）
- 姑子庙摩崖石刻（5-4-3）

#### 新城区
- 佐领衙署（4-177）
- 高凤英故居（4-202）
- 绥远省政府礼堂旧址（4-224）
- 内蒙古自治区政府一号办公楼（4-228）
- 内蒙古自治区博物馆展厅大楼（4-229）
- 蒙古国驻呼和浩特总领馆旧址（4-232）
- 甲兰板古庙（5-3-3）
- 红山口摩崖石刻及庙址（5-4-1）
- 白塔火车站（5-5-1）
- 乌力格尔艺术宫（5-5-3）
- 内蒙古赛马场（5-5-4）

#### 武川县
- 德胜沟革命活动旧址（1）
- 吉鸿昌“化险为夷”碑刻（4-189）
- 绥西抗日动委会旧址（4-215）
- 李齐沟“郝区政府”遗址（5-5-2）

#### 清水河县
- 岔河口公主碑（4-188）
- 西岔遗址（5-1-2）
- 黑矾沟窑址群（5-3-1）
- 碓白坪古戏台（6-3-1）
- 清水河县柳青河河神庙（6-3-2）

#### 托克托县
- 古城村城址（1）
- 云内州故城址（4-52）
- 二道路墓群（4-104）
- 龙王庙铸铁蟠龙旗杆（4-234）
- 海生不浪遗址（5-1-1）
- 黑城古城（5-1-3）

#### 和林格尔县
- 小红城城址（4-83）
- 云川卫故城址（大红城城址）	（4-86）
- 玉林卫故城址（4-87）
- 魁星楼（4-122）

#### 土默特左旗
- 巧尔气召革命遗址（1）
- 白塔寺（察素齐召）（4-178）
- 广化寺（喇嘛洞召）（4-179）
- 全化寺（4-180）
- 白塔山摩崖石刻（5-4-2）

### 巴彦淖尔市

#### 临河区
- 石兰计城址（4-38）
- 高油坊城址（5-1-105）
- 河套灌区水利设施及相关遗存（5-5-37，临河区、五原县）

#### 五原县
- 五原战役抗日烈士陵园（4-221）
- 蔡家地城址及周边墓葬群（5-1-100）
- 五份桥城址及周边墓葬群（5-1-101）
- 隆兴昌万字会堂（5-5-31）

#### 磴口县
- 沟心庙汉墓群（4-94）
- 巴音乌拉石板墓群（4-101）
- 宗乘寺（阿贵庙）（4-143）
- 三盛公天主教堂（4-190）
- 沟心庙遗址（5-1-103）
- 河套粮库旧址群（5-5-33，磴口县、杭锦后旗）
- 三盛公水利枢纽（5-5-34）
- 内蒙古生产建设兵团一师建筑群（5-5-35，磴口县、杭锦后旗）

#### 乌拉特前旗
- 明安川遗址群（4-32）
- 大努气城址（4-33）
- 乌拉特前旗汉墓群（包括朝阳、沙脑包、尤家圪堵汉墓群）（4-95）
- 坝头古墓群（4-108）
- 德布斯尔庙（4-144）
- 三顶帐房城址及周边墓葬群（5-1-99）
- 张连喜店城址及周边墓葬群（5-1-102）
- 陈二壕城址（5-1-104）
- 哈拉汗沟石人石堆墓（5-2-34）
- 大坝沟岩画群（6-4-4）
- 大佘太岩画群（6-4-5）
- 达日盖沟岩画群（6-4-7）
- 小佘太马鬃山岩画群（6-4-9）
- 东大沟岩画（6-4-11）
- 海流斯太岩画群（6-4-12）

#### 乌拉特中旗
- 海流图西山祭祀遗址（4-34）
- 奋斗城址（4-45）
- 新忽热城址（4-85）
- 乌布浪口石板墓群（4-103）
- 柳树泉墓群（4-110）
- 千里庙（4-145）
- 乌布浪口抗日烈士陵园（4-218）
- 巴彦淖尔障城遗址群（台郭勒障城址、乌力吉高勒障城址、青库伦障城址、朝鲁库伦障城址）（4-35）（乌拉特中旗、乌拉特后旗）
- 马鬃山石板墓群（5-2-30）
- 乌兰红光石人石堆墓（5-2-32）
- 杭盖戈壁马鬃山石人石堆墓（5-2-33）
- 哈太庙（5-3-19）
- 希热庙（5-3-20）
- 奔巴台庙（5-3-24）
- 巴音哈太岩刻（5-4-25）
- 德岭山水库古城遗址（6-1-23）
- 德花萨拉石人墓地（6-2-4）
- 加布斯林阿木岩画（6-4-6）
- 呼仁敖包岩画（6-4-10）

#### 乌拉特后旗
- 达拉盖沟石板墓群（4-102）
- 哈日赤鲁庙（4-146）
- 乌力吉图庙（4-147）
- 哈日朝鲁岩画（6-4-8）
- 善岱庙（5-3-21）
- 东升庙（5-3-22）
- 本巴图庙（5-3-23）
- 阿拉腾浩日嘎敖包（5-3-25）

#### 杭锦后旗
- 奋斗中学校址（4-220）
- 挪二六社墓群（5-2-31）
- 米仓县政府旧址（5-5-32）
- 河套酒窖池及古井（5-5-36）

### 乌海市
- 乌海-鄂托克旗桌子山秦长城（5-6-3，乌海市、鄂尔多斯市）

#### 海勃湾区
- 海勃湾遗址（4-3）
- 106新地城址及周边墓葬群（5-1-106）

#### 海南区
- 二道坎墩台址（4-36）
- 满巴拉僧庙（5-3-26）
- 巴音陶亥、渡口扬水站（5-5-38）

### 鄂尔多斯市
- 乌兰木伦遗址群（5-1-76，康巴什新区、伊金霍洛旗）
- 恩格贝抗日将士纪念碑（5-5-30，恩格贝示范区）

#### 东胜区
- 卢家社墓群（乱圪旦梁墓群）（4-93）
- 苗齐圪尖城址（5-1-81）
- 阿会石窟（5-4-24）

#### 乌审旗
- 郭梁墓群（4-106）
- 十里梁墓群（4-111）
- 海流图庙（4-161）
- 陶庙（4-162）
- 乌审召（4-163）
- 呼和淖尔城址（5-1-94）
- 奇国贤故居（5-5-26）
- 巴图湾革命旧址（5-5-27）
- 巴图湾水电站（5-5-28）

#### 伊金霍洛旗
- 新庙（道亥召）（4-159）
- 三套石圈遗址（5-1-77）
- 车家渠城址（5-1-87）
- 古城壕城址（5-1-88）
- 红庆河城址（5-1-89）

#### 准格尔旗
- 寨子圪旦遗址（4-6）
- 寨子上遗址（5-1-78）
- 城壕城址（5-1-79）
- 广衍县故城及周边墓葬群（5-1-80）
- 美稷故城及周边墓葬群（5-1-90）
- 马山窑子墓群（5-2-29）
- 包子塔古村落（5-3-18）
- 庙塔石窟寺（5-4-22）
- 北宋丰州长城（5-6-14）

#### 达拉特旗
- 哈勒庆壕城址（4-31）
- 展旦召（4-160）
- 柳沟城址（5-1-91）
- 康家渠城址（5-1-95）
- 包头临时县政府旧址（5-5-29）
- 达拉特旗秦长城（5-6-4）

#### 鄂托克前旗
- 查干巴拉嘎苏城址（4-46）
- 乌兰道崩城址（4-47）
- 巴郎庙城址（4-48）
- 大池城址（4-49）
- 苏坝海子墓群（黑疙瘩墓群）（4-100）
- 王震井（4-223）
- 隋长城（5-6-13）

#### 鄂托克旗
- 百眼井遗址（4-77）
- 苏里格庙（4-164）
- 阿贵塔拉石窟（4-186）
- 迪雅阿贵庙（4-208）
- 木凯淖尔遗址（5-1-82）
- 水泉子城址（5-1-83）
- 新其日嘎城址（5-1-84）
- 包乐浩晓城址（5-1-92）
- 陶斯图城址（5-1-93）
- 伊连陶劳盖文化遗址（5-1-96）
- 拖雷伊金祭祀遗址（5-1-97）
- 乌仁都西敖包（5-1-98）
- 凤凰山墓群（5-2-28）

#### 杭锦旗
- 敖伦布拉格城址（5-1-85）
- 古城梁城址（5-1-86）
- 乌兰阿贵石窟寺（5-4-23）

### 包头市

#### 东河区
- 王若飞同志革命旧址（1）
- 包头市转龙藏遗址（1）
- 福徵寺（4-123）
- 龙泉寺（4-124）
- 南龙王庙（4-149）
- 抗日英烈祠（4-213）
- 包头中山堂（4-219）
- 妙法寺（吕祖殿，5-3-5）
- 东河清真大寺（5-3-6）
- 北梁三官庙传统街区（5-5-5）
- 东河区党政大楼旧址（5-5-6）
- 沙尔沁财神庙（6-3-3）
- 东河区财神庙（6-3-4）
- 东河区普渡寺（6-3-5）
- 解放路基督教堂钟楼（6-3-7）
- 瓦窑沟清真寺（6-3-8）
- 马号事件旧址（6-5-8）

#### 九原区
- 黑麻板遗址（4-5）
- 敖陶窑子城址（4-50）
- 燕家梁遗址（4-82）
- 法禧寺（昆都仑召）（4-148）
- 梅力更召（4-151）
- 谎粮堆墓群（5-2-1）

#### 土默特右旗
- 二十四顷地天主教堂（4-193）
- 巴总窑子李井泉司令部旧址（4-214）
- 内蒙古农业大学职业技术学院原办公、教学旧址（6-5-5）
- 八路军大青山支队遗址群（6-5-7）
- 萨拉齐关帝庙（5-3-4）
- 芦房沟喇嘛洞石窟（5-4-6）
- 耳沁尧村毛主席纪念碑（5-5-10）

#### 达尔罕茂明安联合旗
- 希拉穆仁城圐圙城址（4-43）
- 大苏吉城城址（4-76）
- 普会寺（4-150）
- 哈布图哈萨尔祭奠堂（4-236）
- 达茂旗西南系列石城址（5-1-5）
- 超绕格图城址（5-1-7）
- 达茂旗汪古部系列城址（5-1-8）
- 格少遗址（5-1-9）
- 库伦图城址（5-1-10）
- 盟公所城址（5-1-12）
- 希日朝鲁庙（5-3-7）
- 达茂草原岩画群（5-4-4）
- 庙沟石刻（5-4-5）
- 草原英雄小姐妹旧居陈列馆（5-5-13）

#### 固阳县
- 城梁城址（5-1-6）
- 奔坝沟古道遗址（5-1-11）
- 固阳旧城天主堂（5-3-8）
- 固阳石刻（5-4-8）
- 金山镇烈士塔（5-5-12）
- 大乌兰城遗址（6-1-5）
- 北假屯田城遗址群（6-1-6）
- 圪臭敖包（6-1-7）
- 后脑包关圣庙（6-3-6）
- 大青山革命遗址群（6-5-6）
- 红油杆子抗日遗址（6-5-9）

#### 青山区
- 包头市第一工人文化宫（5-5-7）
- 包头市青山宾馆一号楼（5-5-8）
- 包头市北方兵器城（5-5-14）

#### 石拐区
- 木瓜渠遗址（5-1-4）
- 鸡毛窑子石窟（5-4-7）
- 大发日伪建筑群（5-5-11）

#### 昆都仑区
- 包钢一号高炉（5-5-9）

### 乌兰察布市
- 北魏长城（5-6-12，乌兰察布市、包头市、呼和浩特市、锡林郭勒盟）
- 明长城（5-6-15，乌兰察布市、呼和浩特市、鄂尔多斯市、乌海市、阿拉善盟）

#### 集宁区
- 白海子东土城城址（4-65）

#### 丰镇市
- 南阁庙（4-133）
- 隆盛庄铺路三角城遗址（6-1-17）
- 隆盛庄南庙（6-3-14）
- 隆盛庄清真寺（6-3-15）

#### 兴和县
- 长川故城址（4-41）
- 大青山北魏摩崖石刻（4-183）
- 蛮汉山秦汉长城（5-6-6，兴和县、察右前旗、丰镇市、凉城县）

#### 凉城县
- 左卫夭城址（4-27）
- 淤泥滩古城址（4-67）
- 天城古庙（5-3-16）
- 新堂天主堂（5-3-17）
- 石虎山遗址（6-1-16）

#### 卓资县
- 梨花镇土城子城址（4-39）
- 庙坡底遗址（6-1-18）

#### 商都县
- 大拉子城址（4-75）
- 公主城城址（4-80）
- 西坊城址（5-1-74）

#### 四子王旗
- 北魏长城遗址及抚冥镇故城址（4-40）
- 锡拉木伦庙（4-134）
- 库伦图天主堂（6-3-16）

#### 察哈尔右翼中旗
- 北魏御苑遗址（4-42）
- 永胜堂障城（5-1-72）
- 园山子城址（5-1-73）

#### 察哈尔右翼前旗
- 口子城址（4-28）

#### 察哈尔右翼后旗
- 察汗不浪城址（4-81）
- 三道弯、赵家房子鲜卑墓群（4-96）
- 井沟岩画（5-1-70）
- 韩元店城址（5-1-75）
- 红格尔图战役旧址（5-5-25）

#### 化德县
- 裕民遗址群（6-1-15）
- 安业城址（5-1-71）
- 大西沟石刻（5-4-21）

### 赤峰市
- 通辽-赤峰秦汉长城（5-6-5，赤峰市、通辽市）

#### 松山区
- 尹家店山城遗址（4-20）
- 太平庄遗址群（包括那拉卜罗岱王山遗址）（4-21）
- 岗子岱王山遗址（5-1-48）

#### 红山区
- 蜘蛛山遗址（4-18）
- 赤峰清真北大寺（4-152）
- 赤峰天主教堂（4-191）
- 姚家洼遗址（5-1-49）
- 药王山遗址（5-1-50）
- 玉皇庙山城遗址（5-1-51）
- 蔡家沟杨大孺人贞节牌坊（5-3-11）

#### 宁城县
- 南山根遗址（4-22）
- 小黑石墓群（4-91）
- 法轮寺（4-155）
- 喇嘛洞石窟（5-4-16）

#### 林西县
- 白音长汗遗址（4-9）
- 饶州故城址（4-54）
- 四方城城址（辽孝安县故城址）（4-69）
- 井沟子墓群（4-92）
- 大营子天主教堂（4-192）
- 大城城址（5-1-52）
- 石人沟墓地（5-2-22）

#### 克什克腾旗
- 乌兰布通战场遗址（4-88）
- 园林子矿冶遗址	（5-1-47）
- 努其官侵华日军工事旧址（5-5-22）

#### 喀喇沁旗
- 赤峰县洞山石窟寺（1）
- 马架子遗址（4-11）
- 明安山城址（4-57）
- 耶律琮幕（4-116）
- 和硕端静公主墓（4-121）
- 马架子遗址群（5-1-43）
- 咸应寺（5-3-12）
- 赤峰南部东汉长城（5-6-10，喀喇沁旗、宁城县）

#### 巴林左旗
- 富河沟门遗址（4-12）
- 哈拉基木祭祀遗址（4-53）
- 浩尔吐城址（5-1-54）
- 野猪山遗址（5-1-55）
- 新罗寨故址（5-1-56）
- 白音高洛窑址（5-1-57）
- 王家湾遗址（5-1-58）
- 努和图白其城址（5-1-64）
- 南杨家营子墓群（5-2-16）
- 小罕山墓群（5-2-17）
- 浩尔吐墓群（5-2-18）
- 牤吐坝墓群（5-2-19）
- 石羊沟墓群（5-2-20）

#### 巴林右旗
- 辽黑山祭祀遗址（4-55）
- 阿力木图山遗址（4-56）
- 康熙行宫（4-153）
- 多罗郡王府（4-154）
- 大板巴林王府（4-204）
- 索博日嘎磴磴山遗址（5-1-59）
- 必图城址（5-1-60）
- 乌兰哈达遗址（5-1-61）
- 索博日嘎砖瓦窑址（5-1-62）

#### 敖汉旗
- 北城子遗址（4-10）
- 兴隆沟遗址（4-13）
- 草帽山遗址（4-14）
- 小古立吐遗址（4-15）
- 牛夕河遗址（4-16）
- 齐大窝铺城址（4-23）
- 刁营子城址（4-24）
- 酒局子遗址（5-1-44）
- 马架子南房申遗址（5-1-45）
- 战国燕北长城（5-6-1，敖汉旗、元宝山区、喀喇沁旗）

#### 翁牛特旗
- 永州故城址（4-59）
- 上窑洞穴遗址（5-1-41）
- 小善德沟遗址（5-1-42）
- 海金山遗址群（5-1-46）
- 张丑闾墓（5-2-23）
- 翁牛特旗岩画群（5-4-14）
- 响水石刻（5-4-17）
- 苦力吐天主堂（6-3-10）

#### 阿鲁科尔沁旗
- 百兴图遗址（4-58）
- 玛尼吐城址（4-68）
- 沙日宝特墓群（4-117）
- 罕庙（钦定戴恩寺）（4-156）
- 小南沟窑址（5-1-53）
- 陶海城址（5-1-63）
- 北大王墓（5-2-21）
- 三龙山石窟寺（5-4-15）

#### 元宝山区
- 平庄侵华日军飞机库旧址（5-5-23）

### 通辽市

#### 开鲁县
- 开鲁清真寺（4-203）
- 金宝屯墓地（6-2-1）
- 七家子墓地（6-2-5）
- 小泡子遗址（5-1-25）
- 小城子城址（5-1-38）

#### 奈曼旗
- 奈曼旗土城子城址（4-25）
- 善宝营子城址（4-26）
- 西奈曼冶铁遗址（4-62）
- 龙尾沟墓地（5-2-10）
- 八里罕沟墓地（5-2-11）
- 卜氏家族墓地（5-2-13）
- 双山子石刻（5-4-12）

#### 库伦旗
- 吉祥天女神庙（4-141）
- 寿因寺（迈德尔格根庙）（4-206）
- 绰尔济庙（6-3-11）
- 老爷庙（6-3-12）
- 下扣河子城址（5-1-36）
- 库伦旗西汉长城（5-6-9）
- 阿贵山石窟寺（5-4-11）
- 呼和哈敦沟摩崖石刻佛造像（5-4-13）

#### 扎鲁特旗
- 阿木斯尔遗址（4-8）
- 巴雅尔图胡硕城址（辽豫州故城址）（4-60）
- 金门山遗址（4-61）
- 寂善大师墓地（4-113）
- 浩特花辽墓群（4-114）
- 大黑山人面岩画和墓群（4-184）
- 荷叶花西北1号遗址（5-1-27）
- 南乌锦遗址（5-1-28）
- 双龙泉西北遗址2号（5-1-32）
- 阿贵洞遗址（5-1-37）
- 额尔敦宝力皋洞穴遗址（5-1-39）
- 满都呼佛塔（5-1-40）
- 水泉沟墓群（5-2-12）
- 固伦雍穆长公主墓（5-2-14）
- 海日罕墓群（5-2-15）

#### 科尔沁左翼中旗
- 腰伯吐城址（4-84）
- 架玛吐辽墓群（4-115）
- 慧丰寺（4-142）
- 嘎达梅林纪念碑（4-194）
- 哈民遗址（5-1-26）
- 敖恩套布西南1号遗址（5-1-30）
- 英格勒东南遗址（5-1-31）
- 中哈嘎城址（5-1-35）

#### 科尔沁左翼后旗
- 布日敦窑址（4-37）
- 阿仁艾勒遗址（5-1-29）
- 孟根大坝遗址（5-1-33）
- 新胜屯墓群（5-2-9）
- 伊胡塔火车站旧址（5-5-21）

#### 科尔沁区
- 福巨城址（5-1-34）
- 圆通寺（5-3-10）

### 呼伦贝尔市
- 大兴安岭岩画群（鄂伦春、额尔古纳）	（5-4-9，鄂伦春旗、额尔古纳市）

#### 海拉尔区
- 哈克遗址（4-4）
- 团结墓地（4-97）
- 谢尔塔拉墓地（4-109）
- 文庙（4-158）
- 海拉尔俄式建筑木刻楞房（4-197）
- “海浪”车站旧址（4-199）
- 呼伦贝尔公署大楼（4-226）
- 呼伦贝尔市委一号楼（4-227）
- 西山遗址（5-1-14）
- 成德公故居（5-3-9）

#### 新巴尔虎右旗
- 哈乌拉墓群（4-90）
- 甘珠尔花城址（4-70）
- 扎意苏木庙（4-157）
- 宝格德乌拉敖包（5-1-20）
- 新巴尔虎右旗石板墓群（5-2-3）

#### 陈巴尔虎旗
- 浩特陶海城址（辽通化州故城址）（4-64）
- 东乌珠尔墓群（4-98）
- 西乌珠尔独木棺墓群（5-2-6）
- 岗噶墓群（5-2-7）

#### 鄂温克族自治旗
- 辉河水坝遗址（4-7）
- 巴彦汗侵华日军毒气实验场（4-216）
- 巴彦胡硕敖包（5-1-19）
- 郭道甫故居（5-5-15）

#### 扎兰屯市
- 扎兰屯近现代建筑群（16处）（4-201）
- 扎兰屯侵华日军军事掩体（4-205）
- 王家屯城址（5-1-17）

#### 满洲里市
- 蘑菇山北遗址（4-1）
- 满洲里俄式建筑群（35处）（4-198）
- 满洲里红色国际秘密交通线遗址（4-207）
- 小孤山遗址（5-1-13）
- 蘑菇山墓群（5-2-5，满洲里市，扎赉诺尔区）
- 满洲里苏联红军烈士公园（5-5-16）

#### 牙克石市
- 煤田东城址（4-63）
- 百年段长办公室（4-200）
- 乌奴耳侵华日军要塞遗址（4-210）
- 绰源侵华日军飞机场遗址（4-222）

#### 额尔古纳市
- 岭后遗址（包括十八里遗址，归入第三批区保单位奇乾古遗址中）（4-51）
- 拉布大林鲜卑墓群（4-99）
- 黄火地遗址（5-1-15）

#### 新巴尔虎左旗
- 好雅尔陶拉盖窑址（5-1-16）
- 新巴尔虎左旗辽、金、元系列古城遗址（5-1-18）
- 新巴尔虎左旗系列石板墓群（5-2-2）
- 新巴尔虎左旗系列石人石堆墓群（5-2-4）

### 阿拉善盟

#### 阿拉善右旗
- 通沟城址（4-29）
- 查干乔吉遗址（4-30）
- 拜兴高勒城址（4-44）
- 巴丹吉林庙（4-139）
- 布布岩画（4-181）
- 额勒森呼特勒岩画（4-182）
- 阿右旗岩画群（5-4-26）
- 浩贝如遗址（6-1-31）

#### 阿拉善左旗
- 希勃图城址（4-78）
- 福因寺（4-135）
- 广宗寺（4-136）
- 昭化寺（4-137）
- 达里克庙（4-138）
- 苏米图石窟（4-185）
- 阿拉善汉代—西夏长城（5-6-11，阿拉善盟阿左旗、阿右旗）
- 阿左旗岩画群（5-4-27）
- 共产国际秘密通道（阿拉善段）（6-1-25）
- 木仁高勒遗址群（6-1-27）
- 白沟遗址群（6-1-28）
- 哈拉乌沟遗址群（6-1-29）
- 敖包图遗址群（6-1-30）
- 老磴口盐务所（6-3-17）
- 温都尔勒图镇清代蒙甘分界界碑（6-4-13）
- 阿拉善盟盟委大院（6-5-21）

#### 额济纳旗
- 江其布那木德令庙（4-140）
- 土尔扈特王府（4-217）
- 宝日乌拉额济纳旗旗政府旧址（4-230）
- 东风航天城导弹综合试验基地（1号、2号、50号发射场、东风革命烈士陵园）（4-233）
- 苏古淖尔神树（4-235）
- 嘎顺扎德盖岩画（5-4-28）
- 额日古哈拉遗址群（6-1-26）

### 锡林郭勒盟

#### 多伦县
- 东凉亭遗址（4-79）
- 多伦辽代墓群（4-118）
- 砧子山墓群（4-119）
- 善因寺（4-131）

#### 正蓝旗
- 旧桓州城址（4-73）
- 扎格斯台庙（5-3-15）
- 关起义烈士纪念碑（5-5-24）

#### 正镶白旗
- 布日都庙（4-127）
- 宝日陶勒盖庙（4-128）
- 宝日陶勒盖墓群（5-2-24）

#### 苏尼特右旗
- 毕鲁图庙（4-125）
- 额仁淖尔岩画群（5-4-18）

#### 苏尼特左旗
- 下玛塔拉遗址（4-19）
- 吉布胡朗图墓群（4-105）
- 苏尼特左旗石板墓群（海留吐沟墓群、巴彦额尔敦墓群）（4-107）
- 恩格尔河元代墓葬（4-120）
- 玄石坡、立马峰石刻（4-187）
- 宝德尔朝鲁墓群（5-2-26）
- 敖楞淖尔庙（5-3-14）

#### 东乌珠穆沁旗
- 金斯太洞穴遗址（4-17）
- 巴达拉胡墓群（5-2-25）
- 新庙（5-3-13）

#### 西乌珠穆沁旗
- 浩齐特王盖庙（4-129）
- 栋阔尔庙（4-130）
- 呼格吉勒图城址（5-1-65）
- 吉仁高勒城址（5-1-66）
- 浩勒图庙址（5-1-69）

#### 镶黄旗
- 乌兰沟遗址（4-2）
- 那仁乌拉城址（4-74）
- 哈音海尔瓦庙（4-132）

#### 阿巴嘎旗
- 杨都庙（4-126）

#### 锡林浩特市
- 巴彦锡勒城址（4-72）
- 朝克乌拉山墓群（5-2-27）
- 巴彦温都尔岩画（5-4-19）
- 包日胡吉尔岩画（5-4-20）

#### 二连浩特市
- 伊林驿站遗址（4-89）

#### 太仆寺旗
- 宝日浩特城址（5-1-67）
- 哈夏图皇家马厩遗址（5-1-68）

### 兴安盟

#### 乌兰浩特市
- 乌兰哈达遗址群（4-66）
- 阿尔山侵华日军要塞花炮台遗址（归入第三批区保单位阿尔山日军工事、机场、火车站旧址中）（4-195）
- 中国共产党内蒙古工作委员会办公楼旧址（4-211）
- 内蒙古日报社旧址（4-225）
- 内蒙古自治政府办公楼旧址（4-231）
- 内蒙古师范学院礼堂旧址（5-5-19）
- 兴安中学礼堂旧址（5-5-20）

#### 科尔沁右翼中旗
- 吐列毛杜城址（4-71）
- 乃吉托音祭坛（5-1-23）
- 哲里木盟会盟地旧址（5-1-24）
- 代钦塔拉古墓群（5-2-8）
- 科右中旗辽、金、元墨书题记（5-4-10）

#### 阿尔山市
- 阿尔山森林小火车及森铁线路（4-212）

#### 突泉县
- 21	突泉辽金城址（5-1-21）

#### 扎赉特旗
- 神山础伦浩特遗址（5-1-22）
- 扎赉特旗伪满公署旧址（5-5-17）

#### 科右前旗
- 索伦苏联红军纪念塔（5-5-18）